# Prix Roberto-Clemente
Pour les articles homonymes, voir Clemente.

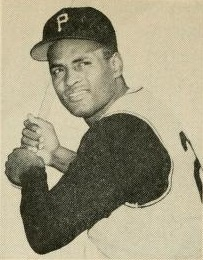
Tiré du Baseball Guide and Record Book 1962. Roberto Clément

Le prix Roberto-Clemente est décerné au joueur de la Ligue majeure de baseball qui fait le plus de travaux charitables. Le prix est créé et décerné pour la première fois en 1971, et s'appelle à l'origine le Commissioner's Award (« prix du commissaire »). En 1973, il est renommé en l'honneur de Roberto Clemente, mort lors une catastrophe aérienne le 31 décembre 1972 alors qu'il participait aux livraisons de vivres après un tremblement de terre au Nicaragua.

## Liste de gagnants
| Année | Joueur                                                                     |
| ----- | -------------------------------------------------------------------------- |
| 1971  | Willie Mays, Giants de San Francisco                                       |
| 1972  | Brooks Robinson, Orioles de Baltimore                                      |
| 1973  | Al Kaline, Tigers de Détroit                                               |
| 1974  | Willie Stargell, Pirates de Pittsburgh                                     |
| 1975  | Lou Brock, Cardinals de Saint-Louis                                        |
| 1976  | Pete Rose, Reds de Cincinnati                                              |
| 1977  | Rod Carew, Twins du Minnesota                                              |
| 1978  | Greg Luzinski, Phillies de Philadelphie                                    |
| 1979  | Andre Thornton, Indians de Cleveland                                       |
| 1980  | Phil Niekro, Braves d'Atlanta                                              |
| 1981  | Steve Garvey, Dodgers de Los Angeles                                       |
| 1982  | Ken Singleton, Orioles de Baltimore                                        |
| 1983  | Cecil Cooper, Brewers de Milwaukee                                         |
| 1984  | Ron Guidry, Yankees de New York                                            |
| 1985  | Don Baylor, Yankees de New York                                            |
| 1986  | Garry Maddox, Phillies de Philadelphie                                     |
| 1987  | Rick Sutcliffe, Cubs de Chicago                                            |
| 1988  | Dale Murphy, Braves d'Atlanta                                              |
| 1989  | Gary Carter, Mets de New York                                              |
| 1990  | Dave Stewart, Athletics d'Oakland                                          |
| 1991  | Harold Reynolds, Mariners de Seattle                                       |
| 1992  | Cal Ripken Jr., Orioles de Baltimore                                       |
| 1993  | Barry Larkin, Reds de Cincinnati                                           |
| 1994  | Dave Winfield, Twins du Minnesota                                          |
| 1995  | Ozzie Smith, Cardinals de Saint-Louis                                      |
| 1996  | Kirby Puckett, Twins du Minnesota¹                                         |
| 1997  | Eric Davis, Orioles de Baltimore                                           |
| 1998  | Sammy Sosa, Cubs de Chicago                                                |
| 1999  | Tony Gwynn, Padres de San Diego                                            |
| 2000  | Al Leiter, Mets de New York                                                |
| 2001  | Curt Schilling, Diamondbacks de l'Arizona                                  |
| 2002  | Jim Thome, Indians de Cleveland                                            |
| 2003  | Jamie Moyer, Mariners de Seattle                                           |
| 2004  | Edgar Martinez, Mariners de Seattle                                        |
| 2005  | John Smoltz, Braves d'Atlanta                                              |
| 2006  | Carlos Delgado, Mets de New York                                           |
| 2007  | Craig Biggio, Astros de Houston                                            |
| 2008  | Albert Pujols, Cardinals de Saint-Louis                                    |
| 2009  | Derek Jeter, Yankees de New York                                           |
| 2010  | Tim Wakefield, Red Sox de Boston                                           |
| 2011  | David Ortiz, Red Sox de Boston                                             |
| 2012  | Clayton Kershaw, Dodgers de Los Angeles                                    |
| 2013  | Carlos Beltrán, Cardinals de Saint-Louis                                   |
| 2014  | Paul Konerko, White Sox de Chicago Jimmy Rollins, Phillies de Philadelphie |
| 2015  | Andrew McCutchen, Pirates de Pittsburgh                                    |
| 2016  | Curtis Granderson, Mets de New York                                        |
| 2017  | Anthony Rizzo, Cubs de Chicago                                             |
| 2018  | Yadier Molina, Cardinals de Saint-Louis                                    |
| 2019  | Carlos Carrasco, Indians de Cleveland                                      |
| 2020  | Adam Wainwright, Cardinals de Saint-Louis                                  |
| 2021  | Nelson Cruz, Rays de Tampa Bay et Twins de Minnesota                       |

¹ Kirby Puckett prit sa retraite avant la saison en 1996